# Peter Zhelder
Peter Zhelder (Frederiksberg, 25 settembre 1959) è un attore e doppiatore danese.

## Biografia
Ha completato la sua formazione da attore dal 1983 al 1987 presso la State Theatre School di Copenaghen. È poi apparso sul palco in numerose rappresentazioni , tra cui all' Odense Teater, all'Aarhus Teater e al Royal Theatre di Copenaghen, dove è stato membro fino al 1999.

## Filmografia
- Bryggeren (serie TV) (1996-1997)
- Edderkoppen (serie TV) (2000)
- Hotellet (serie TV) (2000-20002)
- Ørnen (serie TV) (2004-2006)
- Carmen og Colombo (serie TV) (2011)

## Doppiaggio

### Film d'animazione
- Thorsen in Vampiretto (2017)

### Serie televisive d'animazione
- Darkwing Duck in Darkwing Duck
- Stanley Ipkiss/Mask in The Mask
- Meowth e Artemisio in Pokémon
- Asuma Sarutobi in Naruto
- Myotismon, Leomon e Puppetmon in Digimon
- Squiddi Tentacolo in SpongeBob
- Cyborg in Teen Titans
- Master Stenz in Hi Hi Puffy AmiYumi
- Dottor Eggman in Sonic X
- J. Jonah Jameson in Ultimate Spider-Man, Avengers Assemble, Hulk e gli agenti S.M.A.S.H.